# المدارس النظامية

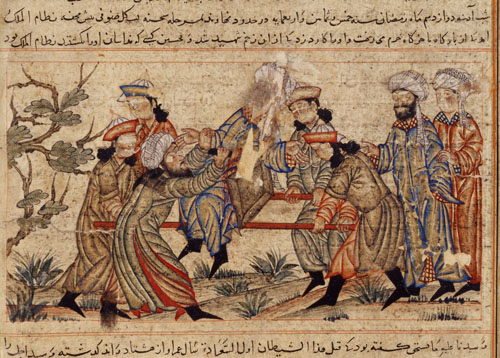
صورة لاغتيال الوزير نظام الملك، مؤسس المدارس النظامية، والذي كان أحد أشهر الوزراء في تاريخ السلاجقة وفي التاريخ الإسلامي كله.

المدارس النظامية هي المدارس التي أُسست في عهد الدولة السلجوقية، وأطلق عليها اسم الوزير «نظام الملك». وأكبر هذه المدارس هي المدرسة النظامية التي تأسست في بغداد. وكان لجهود واهتمام السلطان ألب أرسلان والوزير "نظام الملك" عظيم الأثر في تأسيس المدرسة النظامية ببغداد؛ حيث كانت المدارس النظامية ببغداد مؤسسات تعليمية عظيمة. وكانت المدارس النظامية تعتمد اعتماداً كلياً على الأوقاف، ولكنها قد شيدت بأكملها على نفقة الدولة. وكانت المدارس النظامية ببغداد تشترط أن يكون معلموها على المذهب الشافعي.

## مواقع المدارس النظامية
- المدرسة النظامية في الموصل.
- المدرسة النظامية في بغداد.
- المدرسة النظامية في أصفهان.
- المدرسة النظامية في تسخور (داغستان).
- المدرسة النظامية في نيسابور.
- المدرسة النظامية في بلخ.
- المدرسة النظامية في البصرة.
- المدرسة النظامية في آمل.
- المدرسة النظامية في هراة.

## نشأتها
شهدت حركة التعليم في العالم الإسلامي خلال عصر السلاجقة في العراق وإيران ظهور أول المدارس النظامية التي تعتمد أسلوباً تعليمياً منتظماً مبنياً على التخصص المعرفي والحضور المنتظم للطلاب بعد أن كان التعليم يعتمد طوال العصور السابقة على الحضور الطوعي لطلاب العلم في حلقات العلماء. ويعود الفضل في إنشاء هذا النوع من المدارس للوزير السلجوقي الشهير نظام الملك الطوسي وزير السلطان ملكشاه، والذي أنشأ المدرسة النظامية الأولى ببغداد، ولذا عرفت باسمه، ثم سرعان ما انتشر نموذج المدرسة النظامية معمارياً وإدارياً في أرجاء العالم الإسلامي، وخاصة بعد قيام الخليفة العباسي المستنصر بالله بإنشاء أشهر مدارس العالم الإسلامي ببغداد، وهي المعروفة حتى اليوم بالمدرسة المستنصرية. وقد نشر السلاجقة العشرات من المدارس في مختلف المناطق التي حكموها ومزجوا في مناهج التدريس بها بين الطابعين الديني والعلمي طبقاً للاحتياجات الخاصة بكل منطقة، فمن الناحية الدينية كانت تعقد دروس منتظمة لتخصصات الفقه والحديث النبوي وتعين لها الكتب التي سيعتمد عليها الشيوخ في التدريس وألحق ببعض المدارس قاعات لتدريس علوم مدنية لعلَّ أهمها على الإطلاق الطب والفلك. وفي خضم قيام صلاح الدين الأيوبي بتصفية الخلافة الفاطمية بمصر استعان القائد الشافعي المذهب بأسلوب المدارس النظامية للتمكين لمذهبه بالبلاد فأنشأ عدة مدارس بالقاهرة والإسكندرية وحذا كل من الملك الكامل والصالح نجم الدين أيوب حذوه في ذلك.
اختلف المؤرخون وأهل العلم حول بداية نشأة المدارس الإسلامية؛ فمنهم من قال إنها ظهرت في عهد الوزير نظام الملك الذي أنشأ المدرسة النظامية سنة 459هـ، ومنهم من قال إنها كانت قد ظهرت قبل ذلك بكثير، ولكن بالرجوع إلى المصادر والكتب المتخصصة نجد أن أول ظهور للمدرسة كان في أواخر القرن الثاني وأوائل القرن الثالث الهجريين، وهذه المدرسة هي مدرسة الإمام الفقيه الحنفي أبي حفص البخاري «150هـ - 217هـ»، ويبدو من نسبتها إلى مؤسسها أنها قد أُسّست أثناء حياته، وأبو حفص البخاري من الفقهاء الذين تزعموا الحركة الفكرية في مدينة بخارى، ثم نشطت حركة إنشاء المدارس في بلاد المشرق بعد هذا التاريخ؛ فقد تم إنشاء مدرسة بنيسابور منذ بداية القرن الرابع الهجري، أنشأها الإمام الحافظ ابن حبان الشافعي الأشعري (270 – 354هـ). وقد كانت المدارس التي أُسّست في ذلك الوقت مدارس أحادية المذهب تفردت بتدريس مذهب واحد، ذلك لأن التنافس المذهبي الذي كانت تعيشه بغداد حاضرة الخلافة قد امتد إلى بلاد ما وراء النهر، ومن الجدير بالذكر أن المدارس كانت قد ظهرت في دمشق قبل ظهورها في بغداد؛ فقد تم إنشاء أول مدرسة فيها عام 391هـ، وهذه المدرسة هي المدرسة الصادرية المنسوبة إلى منشئها، صادر بن عبد الله، وتبعه بعد ذلك مقرئ دمشق «رشأ بن نظيف»؛ إذ قام بتأسيس المدرسة الرشائية في حدود الأربعمائة للهجرة، وإلى هذه المدارس خرج الطلبة من الحلق التي كانت تُعقد في المسجد إلى مكان يختص بتلقي علم معين، فيوقف عليهم وعلى شيوخهم المال وتُوفّر لهم أسباب التعليم.

## المدارس التي أنشئت قبل المدرسة النظامية
فيما يلي ذكر لبعض المدارس التي أنشئت قبل المدرسة النظامية، وهي حسب التسلسل الزمني لظهورها وعلى سبيل المثال لا الحصر:
1. مدرسة الإمام أبي حفص البخاري (150هـ - 217هـ).
2. مدرسة ابن حيان، في بداية القرن الرابع الهجري، وفي حوالي سنة 305هـ شيّد أبو حاتم بن حيان البستي داراً في بلده «بست»، وجعل فيها خزانة كتب وبيوتاً للطلبة.
3. مدرسة أبي الوليد، قبل سنة (349هـ) أنشأها الإمام أبي الوليد حسان بن أحمد النيسابوري الشافعي (ت 349هـ)، ويذكر أنه كان كثير الملازمة لها.
4. مدرسة محمد بن عبد الله بن حماد (ت 388هـ) الذي وصفه تقي الدين السبكي بأنه كان إلى أن خرج من دار الدنيا وهو ملازم لمسجده ومدرسته.
5. المدرسة الصادرية التي أنشأها الأمير شجاع الدولة صادر بن عبد الله سنة 391هـ في مدينة دمشق.
6. المدرسة البيهقية بنيسابور، والتي أنشئت قبل أن يولد نظام الملك -وقد ولد سنة 408هـ- فتكون هذه المدرسة قد أُنشئت قبل هذا التاريخ.
7. مدرسة أبي بكر البستي (ت 429هـ) والتي بناها لأهل العلم بنيسابور على باب داره، ووقف جملة من ماله عليها، وكان هذا الرجل من كبار المدرسين والناظرين بنيسابور.
8. مدرسة الإمام أبي حنيفة التي أُنشئت بجوار مشهد أبي حنيفة، وأسسها أبو سعد بن المستوفي؛ إذ تم افتتاحها قبل افتتاح المدرسة النظامية بخمسة شهور.[6]

## الأهداف التعليمية للمدارس النظامية
1. الأداء الأمثل للتكاليف الشرعية المختلفة؛ وذلك لأن معالم الشريعة لا تكون واضحة، ولا تعرف أحكام الدين إلا عن طريق التعليم الإسلامي القويم، والتعليم الصحيح هو الطريق الأمثل للوصول إلى مراد الشارع سبحانه وتعالى.
2. ويترتب على الهدف السابق هدف آخر هو إعداد الإنسان الصالح بنفسه المصلح لغيره، ولذلك اعتبر هذا الهدف مهمًا من وجهة نظر التعليم الإسلامي، فالتعليم الإسلامي يعد الفرد لكي يكون آمرًا بالمعروف معينًا عليه وعلى فعله، وناهيًا عن المنكر داعيًا إلى تركه بعد أن يكون هو نفسه قد امتثل هذا الأمر أو النهي.
3. توفير جو علمي، تهدف المدرسة الإسلامية إلى توفير جو علمي يساعد الأساتذة والمعلمين على أن يفكروا ويؤلفوا ويبتكروا، فيضيفوا كل جديد إلى العلوم المختلفة بصفة مستمرة.
4. العمل على توسيع الأفق الفكري لدى الطلاب، فالمدرسة لا تكتفي بتنمية الخبرات، بل تعمل على أن تكسب الطالب الخبرات الجديدة الناتجة عن تجارب الأمم السابقة والمعاصرة، وهذا ما يسمى عند علماء التربية الإسلامية «نقل التراث»، وهذا يكون من خلال اطلاع الطلبة على التراث الحضاري والفكري لدى الأمة؛ مما يؤدي إلى توسيع الأفق لديهم نتيجة لاطلاعهم على تلك الخبرات.
5. إعداد الكوادر الفنية، تهدف المدرسة من وراء تعليمها للطلبة إلى إعداد الكوادر الفنية المؤهلة لممارسة الأعمال المختلفة، سواء في الجهاز الحكومي أو في غيره، خصوصًا أن الوظائف قد تشعبت وكثرت وتضخمت، ولذلك قامت المدرسة بتخريج الأفراد الذين عملوا على تحمل مسؤولياتهم في تلك الوظائف.
6. نشر الفكر السني، ليواجه تحديات الفكر الشيعي، ويعمل على تقليص نفوذه.
7. إيجاد طائفة من المعلمين السنيين المؤهلين؛ لتدريس المذهب السني ونشره في الأقاليم المختلفة.[7]

## التصميم المعماري للمدارس النظامية
يقوم التصميم المعماري للمدارس النظامية السنية على توزيع إيوانات أربعة وقاعات أصغر للتدريس حول صحن أوسط مفتوح بحيث يخصص إيوان لكل مذهب من المذاهب السنية الأربعة مع عدد من القاعات للدروس التخصصية، وكذلك ليقوم أعضاء الهيئة المعاونة من المعيدين والمفيدين بإعادة شرح الدروس لمن يرغب من الطلاب من بعد صلاة العصر. ومنذ نشأتها الأولى ضم التصميم المعماري للمدارس السنية خلاوي أو طباق لإقامة طلاب العلم الذين كانوا يأتون للدراسة من مناطق مختلفة، ويعد ذلك الأصل الأول لفكرة المدن الجامعية ولعلَّ ذلك هو الذي دفع المستشرقين لتسمية هذه المدارس باسم الكليات أو المدارس العليا. ومع الاعتراف بوجود أنماط فرعية من هذا التخطيط تبعاً لاختلاف المناخ وتقاليد البناء إلا أنها تكاد تتفق في جوهر التصميم القائم على التقسيم الرباعي للإيوانات المعقودة حول صحن أوسط مفتوح.

## أعلام تخرجوا فيها
- أحمد بن موسى: عاش في القرن العاشر، وهو رائد الهندسة النظامية.
- على بن عيسى: هو عالم قدم للمرة الأولى أبحاث عن مرض العيون في القرن الحادي عشر.
- بيرونى: هو العالم الولى الذي اكتشف ثروات الأمريكان واليابانيين.
- أبن جسار: الطبيب المسلم الأول الذي أكتشف أسباب ونتائج مرض الجزام.
- ابن حوقل: ألف كتاب على قيمة علمية عالية.
- ابن الهيثم: الفيزيائي الشهير المؤسس الأول لعلم العيون.
- ابن قارقة: الطبيب الشهير.
- ابن يونس: العالم الفلكى الذي أكتشف عقارب الساعة قبل جاليليو.

ومن العلماء الذين درسوا في النظامية:
1. الإمام شيخ الإسلام أبو إسحاق الشيرازي وكان الوزير نظام الملك قد بنى له المدرسة النظامية، وهو أول من درس فيها.
2. والإمام حجة الإسلام الغزالي ودرس بها أربع سنوات ما بين عام 484هـ / 1095م إلى 488هـ / 1099م.
3. وإمام الحرمين أبو المعالي الجويني.
4. وشيخ الشافعية أبو نصر بن الصباغ.
5. وشيخ الشافعية أبو القاسم الدبوسي.
6. وشيخ الشافعية أبو سعد المتولي النيسابوري.
7. والسهروردي.
8. وأبو الفتح أحمد بن علي بن برهان.
9. وشيخ الإسلام أبو يعقوب الهمذاني.
10. وشيخ الإسلام ابن الجوزي.
11. والإمام شمس الإسلام إلكيا الهراسي.
12. والإمام الحنفي الزائر علي بن أبي طالب البلخي سفير ألب أرسلان.
13. والإمام أبو بكر الشاشي القفال الفارقي، الملقب فخر الإسلام، رئيس الشافعية بالعراق في عصره.
14. ابن الشاشي، ولقد درس فيها يوم الأثنين 17 ربيع الآخر عام 566هـ، وحضر عنده أرباب المناصب والفقهاء إلى أن عزل عن التدريس في رجب عام 569هـ.

ومن المُعيدين:
1. محمد السلماسي.
2. وابن رافع الأسدي المعروف بابن شداد.

وكان يميز علماء النظامية الزي الإسلامي الذي انفرد باللونين الأسود والأزرق، وكان مرتدي هذا الزي يحظى بقدر كبير من الاحترام من العامة.

## المؤثرات الفكرية
كانت المدارس النظامية تربي الطلاب الذين يأتون إليها من كل بقاع العالم وحتى من الأندلس على المذهب السني، وأيضاً تحول دون انتشار المذهب الشيعي والدعاية له، وتدعيم وتقوية الأفكار والأعمال المشتركة في المجتمع. كما أعدت رجالاً للقيام بوظائف في الدولة السلجوقية.

## التأثيرات المؤسسية
كانت المدارس النظامية نموذجاً للمدارس الإلخانية والعثمانية وغيرها من المدارس في العالم الإسلامي.